# Cecil Norton (1er baron Rathcreedan)
Pour les articles homonymes, voir Norton.
 (mai 2020).
Cecil William Norton, 1er baron Rathcreedan (23 juin 1850 - 7 décembre 1930) est un homme politique du Parti libéral britannique.

## Biographie
Il est le fils de William Norton, recteur de Baltinglass, Irlande. Il est élu à la Chambre des communes pour Newington West en 1892, un siège qu'il occupe jusqu'en 1916, et sert sous Henry Campbell-Bannerman et Herbert Henry Asquith en tant que Lord du Trésor de 1905 à 1910 et en tant que directeur général adjoint des postes de 1910 à 1916. La dernière année, il est élevé à la pairie en tant que baron Rathcreedan, de Bellehatch Park, dans le comté d'Oxford. Plus tard, il occupe le poste de secrétaire parlementaire adjoint (non rémunéré) auprès de David Lloyd George au ministère des Munitions et des Approvisionnements de 1919 à 1921.
Lord Rathcreedan épouse Cecilia, fille de James Kennedy et veuve de William Thomas Cavendish, en 1880. Après sa mort en 1898, il se remarie avec Marguerite Cecil, fille de Charles Philip Huntington, 1er baronnet, en 1903. Il meurt en décembre 1930, à l'âge de 80 ans, et est remplacé à la baronnie par son fils de son deuxième mariage, Charles. Lady Rathcreedan est décédée en 1955.